# مقاطعة إشقودرة

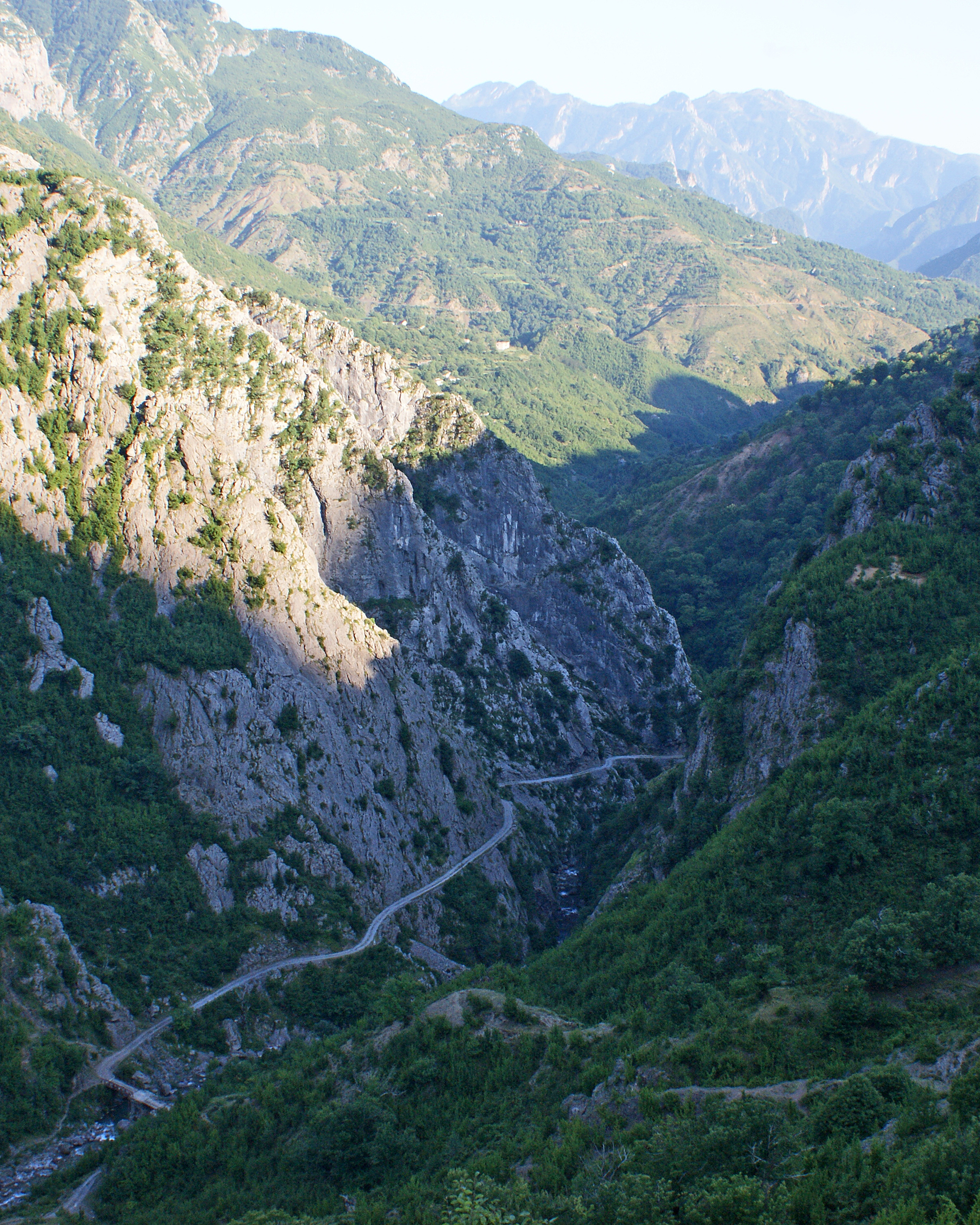
أخدود جورج في بلان.

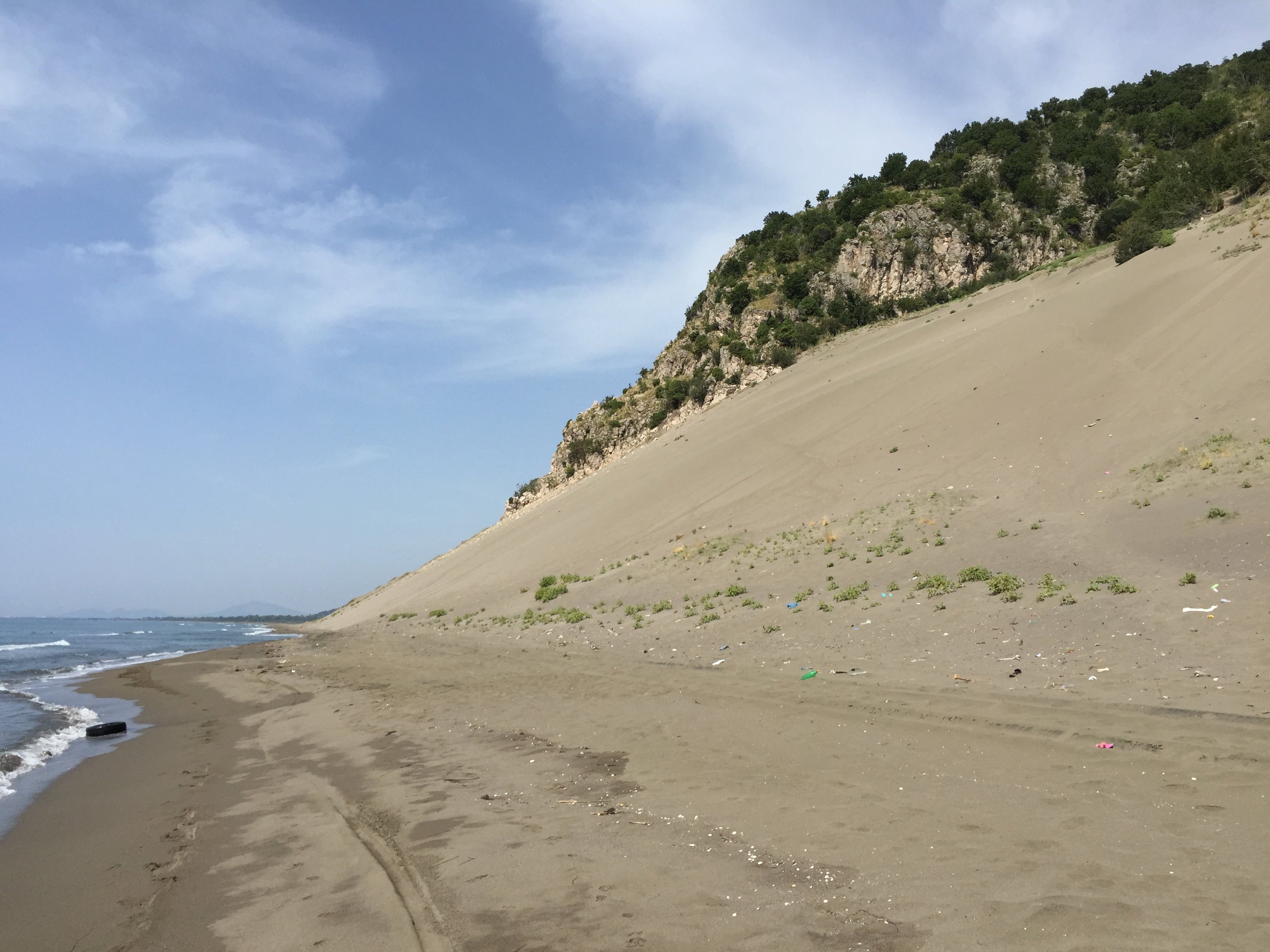
شاطئ في شنجن.

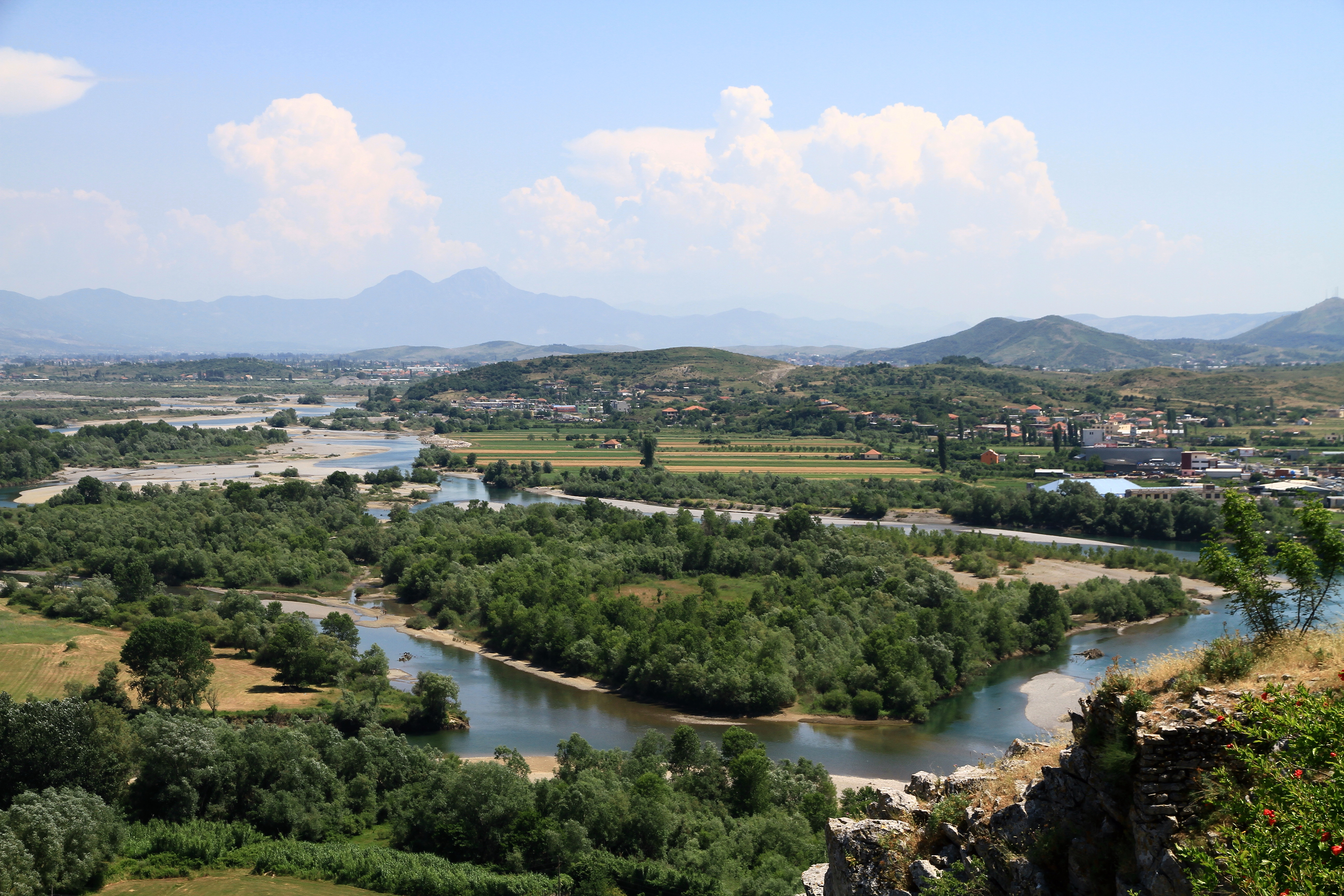
دلتا نهر درين.

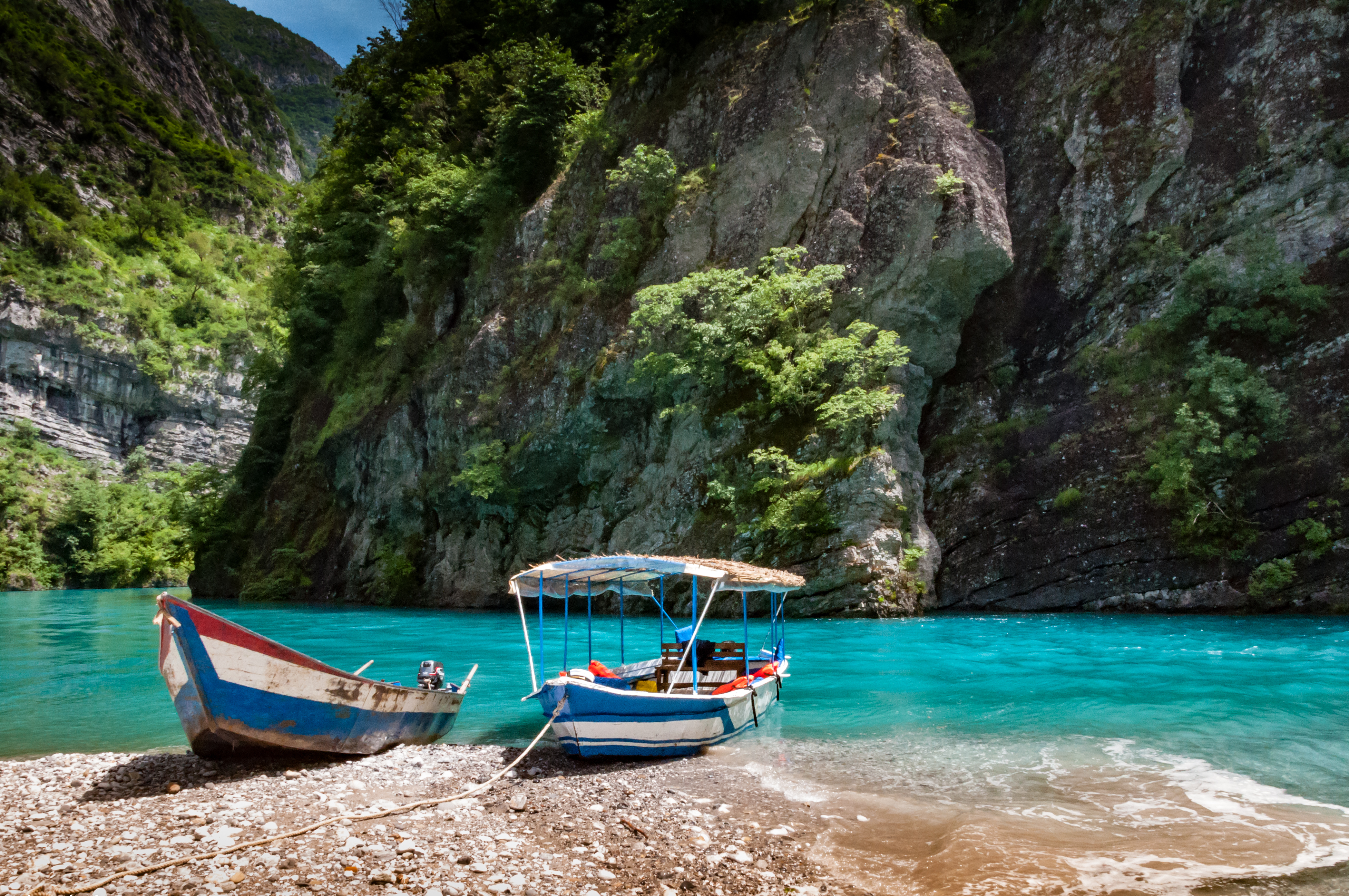
بحيرة كومان.

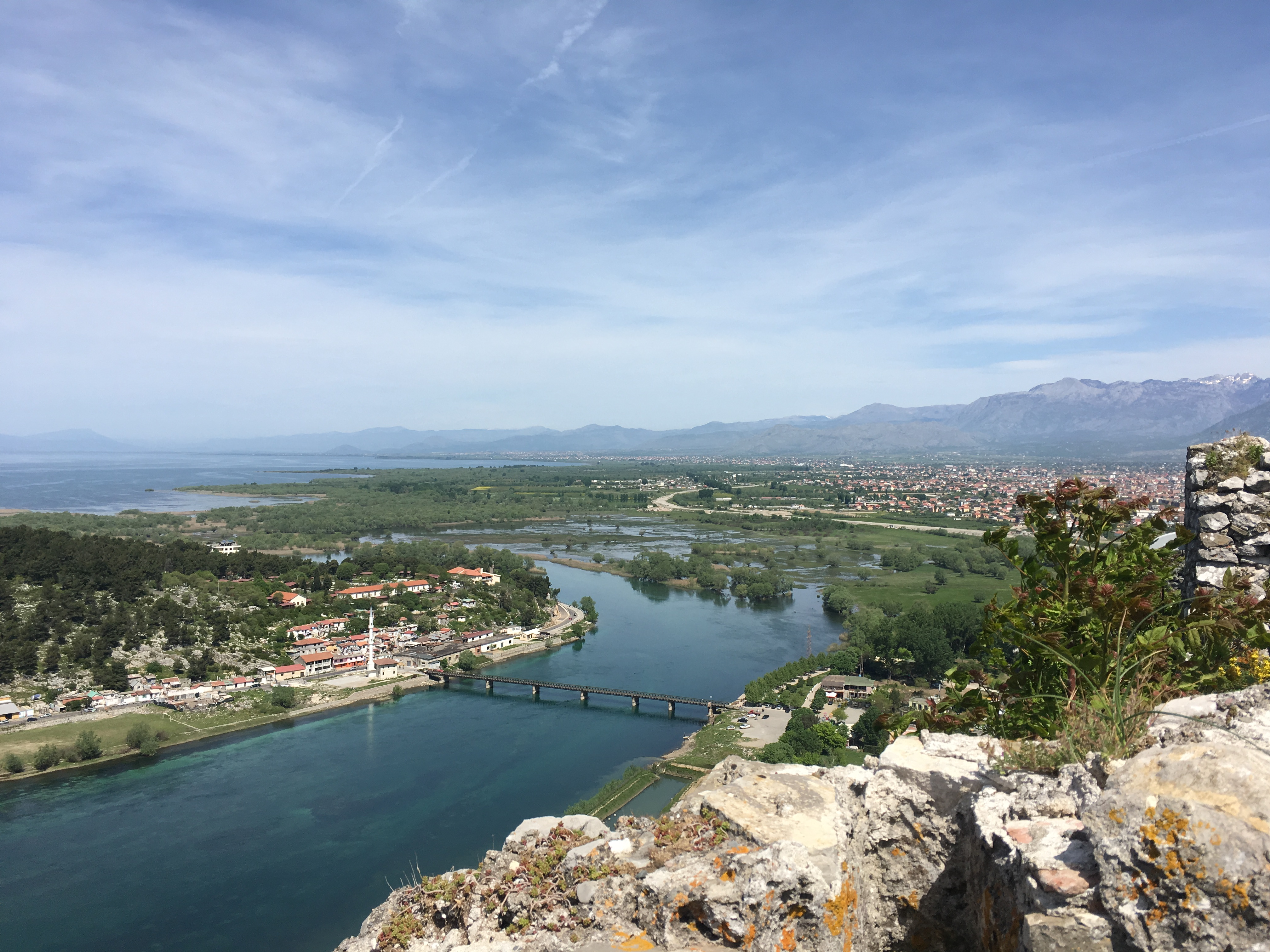
نهر بونا.

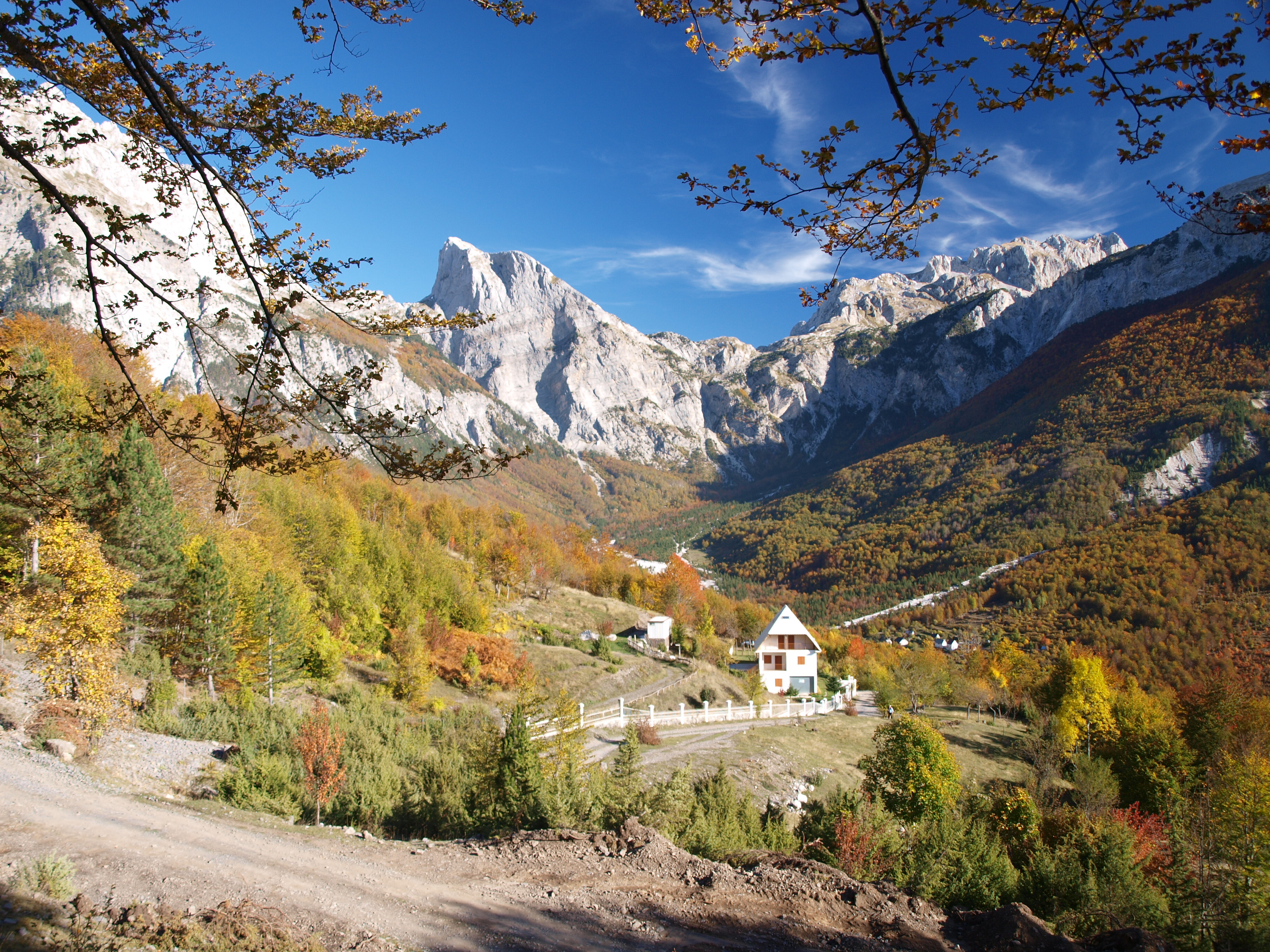
قرية ثاث.

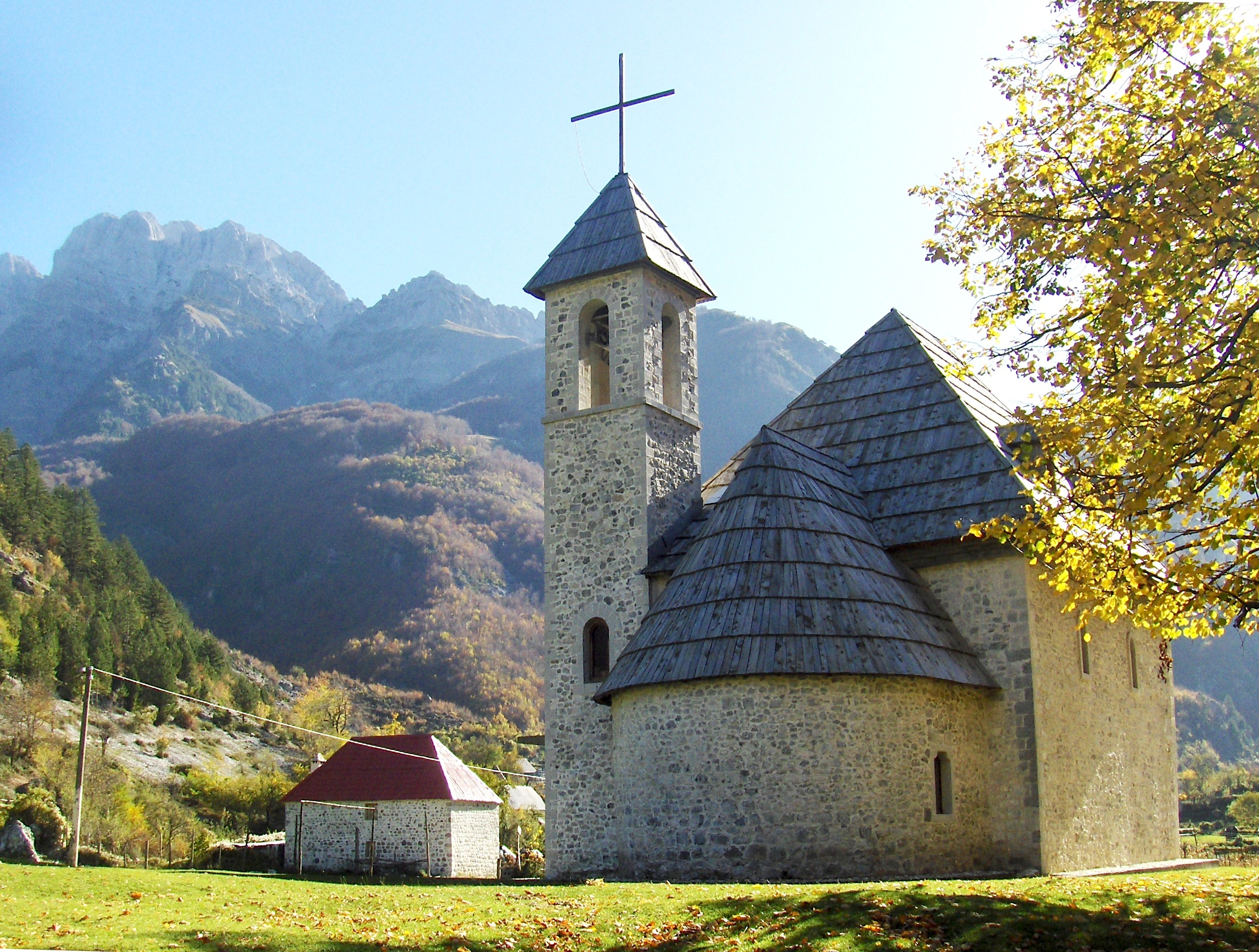
كنيسة ثاث الكاثوليكية.

مقاطعة إشقودرة (بالألبانية: Qarku i Shkodrës) هي واحدة من 12 مقاطعة في ألبانيا. عدد سكانها في تعداد 2011 بلغ 215,347، في مساحة 3562 كيلومتر مربع. عاصمتها مدينة إشقودرة. وهي تقع في الجزء الشمالي من ألبانيا.

## الجغرافيا
شكورده هي واحدة من مقاطعات ألبانيا الـ12 وتقع في غرب الإقليم الشمالي، بين خط عرض 42 درجة شمالا، وخط طول 20 درجة شرقا. تبلغ مساحة المقاطعة 3,562 كيلومترا مربعا، وهي بذلك ثاني أكبر مقاطعة في ألبانيا من حيث المساحة، وأكبر مقاطعة في إقليم الشمال. يحد شكودره مقاطعة كوكس من الشمال الشرقي والشرق، مقاطعة ليزه من الجنوب الشرقي والجنوب، الجبل الأسود من الشمال، والبحر الأدرياتيكي من الجنوب الغربي.
تتميز المقاطعة بتنوع كبير في التضاريس والمشاهد الطبيعية. تمتد جبال الألب الألبانية من شمال المقاطعة باتجاه الجبل الأسود. أعلى نقطة في المقاطعة هي قمة مايا يازيرتسا (Maja Jezercë) بـ2,694 مترا عن سطح البحر الأدرياتيكي، وتقع على الحدود مع مقاطعة كوكس في الشمال الشرقي. أدنى نقطة تقع على مستوى البحر الأدرياتيكي بـ0 متر عن سطح البحر، في جنوب غرب المقاطعة.
نظرا للتباين الكبير في التضاريس، تتميز المقاطعة بتنوع المناخ، ويتأثر هذا الأخير بالبحر الأدرياتيكي في الغرب، وجبال الألب الألبانية في الشمال. يسود أغلب المقاطعة مناخ متوسطي حسب تصنيف كوبن. يبلغ متوسط درجة الحرارة −2 درجة مؤية في شهر يناير-كانون الثاني، و25 درجة مؤية في شهر آب-أغسطس. يترواح المعدل السنوي لهطول الأمطار بين 300 و1,800 ملمترا على حسب المنطقة.
تحوي مقاطعة شكورده غابات متوسطية وغابات المناخ المتعدل. يوجد في المقاطعة حظيرة وطنية، حظيرة طبيعية، ومنطقة محمية. المنطقة الشمالية من المقاطعة هي جزء من الحزام الأوروبي الأخضر، ويعد ملجئا لأصناف الحيوانات والنباتات المهددة بالانقراض.

## السكان
بلغ عدد سكان شكودره في عام 2023 حوالي 154,479 نسمة حسب معهد الإحصاء الألباني، وتحتل بذلك المرتبة السادسة من حيث عدد السكان بين مقاطعات ألبانيا. حسب إحصاء عام 2011، فإن التركيب الإثني للمقاطعة كان على النحو الآتي: 98.65 من المائة من السكان هم ألبان، 0.32 من المائة من أصول مصرية، 0.18 من المائة من الغجر، و0.03 من المائة من الجبل الأسود. يتحدث 99.77 من المائة من السكان اللغة الألبانية كلغة أم، إضافة لـ0.05 من المائة من السكان المتحدثين باللغة الإيطالية، و0.01 من المائة المتحدثين باللغة الصربية-الكرواتية. يتبع 44.84 من المائة من السكان الإسلام، 0.07 من المائة الطريقة البكتاشية، 47.19 من المائة المسيحية الكاثوليكية، 0.45 من المائة المسيحية الأرثوذوكسية، 0.02 من المائة طوائف مسيحية أخرى، 0.31 من المائة من غير المتدينين، 0.14 من المائة من الملحدين، و0.01 من المائة ممن يتبعون ديانات آخرى. امتنع عن الإجابة عن التوجه الديني 4.94 من المائة من السكان.

بحيرة شكورده، وتظهر في الأفق جبال الألب الألبانية.

جبال الألب الألبانية في شكودره.